# Homohuwelijk in Israël
Nationale invoering van het homohuwelijk in Israël is onwaarschijnlijk omdat alle huwelijken via de georganiseerde religies geschieden. Er is geen wet die het verbiedt of bepaalt dat huwelijken tussen mensen van verschillende seksen moeten zijn, maar zolang het opperrabbinaat van Israël en soortgelijke instituten voor andere religies ertegen blijven, of voordat civiele huwelijken worden ingesteld, is er van lokale homohuwelijken geen sprake. 

## Erkenning van buitenlandse huwelijken
Op 21 november 2006 besloot het oppergerechtshof van Israël met een ruime meerderheid (enige dissident was rechter Eliakim Rubinstein) dat de staat buitenlandse homohuwelijken moet erkennen. De ambtenaar van de burgerlijke stand heeft volgens het hof geen recht zulke huwelijken te weigeren enkel omdat ze niet worden voltrokken in Israël. De rechtszaak was ingediend door vijf Israëlische echtparen van gelijke sekse die huwden in Canada.
Op 6 december 2006 passeerde de eerste ronde een wetsvoorstel die de nieuwe rechtssituatie ongedaan zou kunnen maken. Dat voorstel werd hierop in een commissie van de Knesset besproken. De Israëlische regering, inclusief minister-president Ehud Olmert (die zelf een openlijk lesbische dochter heeft), was tegen het wetsvoorstel. Het wetsontwerp was een privéontwerp van Michael Eitan, een parlementslid namens de Likoed. De meerderheid in de eerste ronde werd verkregen door het meestemmen van de religieuze partijen (waaronder regeringsfractie Shas) en drie dissidenten bij Kadima.

## Adoptie
Op 10 februari 2008 deelde procureur-generaal Meni Mazuz, de secretaris-generaal van het Israëlische ministerie van Justitie, mee dat homoparen voortaan kinderen mogen adopteren.